# 가와구치 요리코
가와구치 요리코(일본어: 川口順子, 1941년 1월 14일 ~ )는 일본의 정치인이다. 도쿄 출신으로 참의원 의원을 두 번 지냈으며, 2008년부터 현재까지 불핵 확산·핵군축에 관한 국제 위원회의 공동 의장을 맡고 있다.
그는 이전에 산토리(サントリー) 주식회사 상무 이사, 국무대신 환경청 장관, 환경 대신, 외무 대신, 내각총리대신 보좌관(외교 담당) 등을 지낸 바 있다. 2003년 8월과 2004년 5월에 노무현 전 (前) 대통령과 접견하였다.